# Четврти начин (књига)
Четврти начин је књига је о четвртом начину, систему саморазвоја који је увео грчко-јерменски филозоф Георгиј Гурџијев. Представља збирку предавања Петра Успенског у Лондону и Њујорку од 1921. до 1946, које су постхумно објавили његови студенти 1957. године
Појам „четврти начин” се почео употребљавати као општи описни термин за корпус идеја и учења које је Гурџијев донео на Запад из свог проучавања источњачких филозофских школа.
Успенски је добио задатак да те идеје представи широј публици у упрошћенијем облику од Гурџијева. Четврти пут се сматра најцеловитијом збирком Гурџијевих идеја које је подучавао Успенски.
Књига се састоји од адаптација предавања Успенског и пратећих сесија питања и одговора.

## Четврти начин
„Четврти начин“ на који се наслов односи јесте метод унутрашњег развоја - „пут лукавог човека“, како га је описао Гурџијев. Уместо три опште позната начина просветљења - физичког, духовног и емоционалног - четврти пут представља нови начин достизања просветљења, ефикаснију комбинацију три позната начина. Овај пут треба следити у уобичајеним условима свакодневног живота, за разлику од три традиционална пута који позивају на повлачење од света: пут факира, монаха и јогија, за које је Гурџијев тврдио да могу исходити само делимичном, неуравнотеженом развоју човекових потенцијала.